# Biên niên sử Narnia: Hoàng tử Caspian
The Chronicles of Narnia: Prince Caspian là bộ phim sử thi tưởng tượng hoành tráng năm 2008 của đạo diễn Andrew Adamson. Đây là phần thứ 2 trong loạt phim The Chronicles of Narnia và là tập truyện thứ tư trong series truyện cùng tên của nhà văn C. S. Lewis. Câu chuyện tiếp tục kể về cuộc phiêu lưu của 4 đứa trẻ nhà Pevensie là Peter, Susan, Edmund và Lucy tại thế giới tưởng tượng Narnia. Trong phần này, họ sẽ giúp hoàng tử Caspian giành lại ngai vàng từ người chú tham lam của mình, vua Mirad.
The Chronicles of Narnia: Prince Caspian được công chiếu vào ngày 16 tháng 5 năm 2008 và đạt được doanh thu khả quan. Nó cũng được nhận được nhiều lời phản hồi tích cực từ các nhà phê bình.

## Tóm tắt nội dung
Bộ phim được diễn ra sau 1300 năm từ khi 4 anh em nhà Pevensie đánh bại Phù thủy trắng và mở ra thời kì phát triển hưng thịnh cho Narnia. Caspian là vị hoàng tử và là người thừa kế hợp pháp của ngai vàng, tuy nhiên, do cha chàng mất sớm nên người chú của chàng, Mirad mới là người nắm quyền hành. Vào một buổi tối, Caspian được người thầy của mình thông báo Mirad đã có con, và chàng có nguy cơ bị hắn giết để chiếm quyền. Caspian bỏ trốn nhưng bị phát hiện và bị bọn lính của Mirad truy đuổi. Trong rừng, chàng được giải cứu bởi những người lùn.

Về 4 anh em nhà Pevensie, tại thế giới hiện tại, lúc này đang là chiến tranh thế giới thứ 2, khi họ đang chờ tàu điện ngầm thì bất ngờ mọi thứ sụp đổ, và họ được đưa trở lại Narnia. Đến đó, họ nhận ra rằng Narnia không còn được như lúc họ rời đi, các cung điện đã bị phá hủy và nó trở thành một vùng đất hoang vu.
Tại dòng sông, họ cứu được một người lùn, ông cũng nhận ra đây là vua và nữ hoàng của Narnia nên dẫn 4 người đến nơi những người Narnia cũ đang sinh sống. Trên đường đi, Lucy nhìn thấy một hình ảnh của Aslan, nhưng không ai tin và cho rằng Lucy đã nhìn nhầm.

Tại lâu đài Telmarie, sau khi phát hiện hoàng tử Caspian biến mất, Miraz đổ lỗi cho những người Narnia đã bắt cóc chàng và hắn chuẩn bị quân đội để tấn công Narnia.

Caspian được người lùn đưa tới Lawn Dancing, chỗ ở của người Narnia. Caspian thuyết phục họ giúp mình chống lại người chú, đổi lại chàng sẽ cho họ trở lại vùng đất của mình. Lúc này, 4 anh em nhà Pevensie cũng đến nơi. Peter đồng ý với Caspian và quyết định tấn công bất ngờ vào lâu đài của Miraz. Lucy khuyên Peter nên chờ Aslan trở lại, nhưng chàng nghĩ rằng người Narnia đã chờ đợi đủ lâu và không thể chờ thêm được nữa.

Cuộc tấn công vào lâu đài của Mirad diễn ra vào ban đêm, dù đã được chuẩn bị nhưng do sự chênh lệch về quân số, quân Narnia đã bị thua trận, chỉ một nửa là trở về được.

Nikabrik, một người lùn, nói với Caspian rằng họ có thể giúp chàng giành lại ngai vàng. Caspian đi theo hắn vào một hang động, tại đó xuất hiện thêm một mụ phù thủy và một người sói. Chúng thuyết phục chàng dùng máu của mình để giải thoát cho mụ phù thủy trắng. Lúc này Edmund và Peter xuất hiện và giết cả ba kẻ, nhưng chính Peter lại bị mụ phù thủy trắng thôi miên. Thấy vậy, Edmund bèn đến đâm vào tảng băng nhốt phù thủy làm tảng băng vỡ tan và mụ bị tiêu diệt.

Quân đội của Mirad bắt đầu tấn công Narnia, Peter khiêu chiến cùng Mirad trong một cuộc đấu công bằng để kéo dài thời gian cho Lucy và Susan đi tìm Aslan. Peter giành chiến thắng, và để cho Caspian quyết định tính mạng của Mirad, Caspian tha mạng cho hắn với điều kiện phải trả lại đất cho người dân Narnia. Mirad đồng ý nhưng khi trở về, hắn lại bị tướng của mình là Sopespian ám hại. Sopespian đổ tội cho người Narnia đã giết chết vua của mình, hắn cho quân tiếp tục tấn công Narnia. Với lợi thế về quân số và vũ khí, quân đội Telmarines dần dần áp đảo quân của Narnia.

Về phần Lucy và Susan, trên đường đi, họ bị 1 tốp quân Telmarines truy đuổi, Susan để Lucy lên ngựa và cô ở lại chiến đấu với chúng. Lucy tìm thấy Aslan trong rừng và ông đánh thức những cái cây, giúp quân đội Narnia phản công lại. Quân Telmarines tháo chạy đến dòng sông, nơi đó Aslan triệu hồi thần sông và giết chết Sopespian. Những người lính Telmarines còn sống sót đầu hàng.
Cuối cùng, Aslan mở một con đường giúp mọi người quay lại thế giới thực. Peter và Susan đã lớn nên sẽ không quay trở lại Narnia được nữa. Những người Telmarines nếu muốn cũng có thể quay lại thế giới bình thường. Bốn đứa trẻ nhà Pevensies quay trở lại nước Anh còn Caspian ở lại và làm vua của Narnia.

## Diễn viên
- William Moseley... Peter Pevensie, người anh cả trong bốn anh em
- Anna Popplewell... Susan Pevensie
- Skandar Keynes... Edmund Pevensie
- Georgie Henley... Lucy Pevensie
- Ben Barnes... Hoàng tử Caspian
- Sergio Castellitto... vua Miraz
- Liam Neeson... Aslan
- Eddie Izzard... Reepicheep
- Damián Alcázar... Sopespian
- Peter Dinklage... Trumpkin